# Karl Oberle (Priester)
Karl Oberle (* 4. November 1874 in Pfaffen-Schwabenheim; † 21. September 1942 in Bechtolsheim) war ein deutscher römisch-katholischer Pfarrer und Heimatforscher.

## Leben
Karl Oberle besuchte das Gymnasium und das Priesterseminar in Mainz, wo er am 26. März 1898 die Priesterweihe empfing. Am 14. April 1898 wurde er zum Kaplan der St.-Christophs-Pfarrei in Mainz ernannt. Vom 6. September 1905 ab wirkte er fünf Jahre lang als Jugendseelsorger im Lehrlingshaus zu Mainz. 1905 war er kurze Zeit Pfarrverwalter zu Worms-Pfeddersheim und -Herrnsheim.
Am 1. Dezember 1905 wurde ihm die Pfarrei Bechtolsheim übertragen. In diesem Amt blieb er bis zu seinem Tod. In den 37 Jahren seiner Bechtolsheimer Tätigkeit sammelte er Material zur Geschichte seiner Wirkungsstätte.
Seit dem 10. Dezember 1920 war Oberle außerdem Dekan des Dekanates Alzey.

## Schriften
- Geschichte von Bechtolsheim, ISBN 3-87854-111-2